# 佐藤信秋
佐藤 信秋（さとう のぶあき、1947年〈昭和22年〉11月8日 - ）は、日本の政治家、建設・国土交通官僚（技官）。自由民主党所属の元参議院議員（3期）、自由民主党新潟県連会長、同国土強靭化推進本部長。
参議院財政金融委員長、参議院決算委員長、第6代国土交通事務次官などを務めた。学位は工学修士（京都大学・1972年）。

## 経歴
新潟県新潟市出身。1966年、新潟県立新潟高等学校卒業。1970年、京都大学工学部土木工学科卒業。1972年、京都大学大学院工学研究科土木工学専攻修士課程修了。修士論文ではinteger programming（整数計画問題）を扱った。
1972年、建設省入省。道路局に属し、道路局企画課道路経済調査室長、道路局有料道路課長、道路局企画課長、建設省大臣官房技術審議官を経て、2002年に国土交通省道路局長に就任する。2004年には技官最高位の技監に就任し、翌2005年には第6代国土交通事務次官に就任する。翌2006年、国土交通省退官。
2007年、第21回参議院議員通常選挙に自由民主党公認で比例区から出馬し初当選する。2013年 第23回参議院議員通常選挙に再び自民党公認で比例区から出馬し再選する。2019年の任期満了時点で71歳であり、70歳定年制の党の規約があるにもかかわらず、他の6人と一緒に第25回参議院議員通常選挙で特例公認され3選。2024年2月、高鳥修一に代わり、自由民主党新潟県連会長に選任された。同年7月、翌年夏の第27回参議院議員通常選挙新潟県選挙区の候補を選ぶ新潟県連の公募に応募したが、9月13日には応募を取り下げ、翌年の参院選には立候補せず政界を引退する意向を示した。同年11月、自由民主党国土強靭化推進本部長に就任した。

## 年譜
- 1966年 新潟県立新潟高等学校卒業。
- 1970年 京都大学工学部土木工学科卒業
- 1972年 京都大学大学院工学研究科土木工学専攻修士課程修了

- 1972年 建設省入省
- 1993年 建設省道路局企画課道路経済調査室長
- 1995年 建設省道路局有料道路課長
- 1996年 建設省道路局企画課長
- 1999年 建設省大臣官房技術審議官
- 2002年 国土交通省道路局長
- 2004年 技監
- 2005年 国土交通事務次官に就任
- 2006年 事務次官を退官
- 2007年 第21回参議院議員通常選挙に自由民主党公認で比例区から出馬し初当選
- 2013年 第23回参議院議員通常選挙に再び自民党公認で比例区から出馬し再選[2]
- 2019年 第25回参議院議員通常選挙で特例公認され3選[3]。
- 2024年 自由民主党新潟県連会長[4]。

## 政策

### 候補者アンケートの回答
2013参院選 毎日新聞候補者アンケートや2019年の朝日新聞のアンケートによると
- 選択的夫婦別姓導入への賛否について「どちらとも言えない」としている[8]。
- 憲法9条の改正に賛成し、自衛隊を他国同様「国防軍」にすべき[9]。
- 集団的自衛権の行使容認に賛成[9]。
- 総理や閣僚の靖国参拝は問題ない[9]。
- 普天間基地の辺野古への移設に賛成[9]（普天間基地移設問題参照）。
- 死刑制度に賛成[9]。

## 役職
- 自由民主党
  - 新潟県連会長
  - 自由民主党国土強靭化推進本部 本部長
  - ITS推進・道路調査会 会長代理
  - 観光立国調査会 副会長
  - PFI調査会 副会長
  - 地域再生戦略調査会 副会長
  - 参議院自民党政策審議会 副会長
  - 国土・建設関係団体委員会 副委員長
  - 運輸・交通関係団体委員会 副委員長
  - 離島振興特別委員会 副委員長
- その他
  - 国立大学法人筑波大学 客員教授

## 所属議員連盟
- 創生「日本」[10]
- みんなで靖国神社に参拝する国会議員の会[10]
- 賃貸住宅対策議員連盟[11]

## TV出演
- 西部邁ゼミナール（TOKYO MX）[12]

| タイトル                 | 放送日         |
| ------------------------ | -------------- |
| 国土建設が国家安定の礎石 | 2009年10月17日 |

## 選挙歴
| 当落 | 選挙                     | 執行日         | 年齢 | 選挙区       | 政党       | 得票数     | 得票率 | 定数 | 得票順位 /候補者数 | 政党内比例順位 /政党当選者数 |
| ---- | ------------------------ | -------------- | ---- | ------------ | ---------- | ---------- | ------ | ---- | ------------------ | ---------------------------- |
| 当   | 第21回参議院議員通常選挙 | 2007年07月29日 | 59   | 参議院比例区 | 自由民主党 | 22万7091票 | 1.37%  | 48   | 9/35               | 9/14                         |
| 当   | 第23回参議院議員通常選挙 | 2013年07月21日 | 65   | 参議院比例区 | 自由民主党 | 21万5506票 | 1.16%  | 48   | 7/29               | 7/18                         |
| 当   | 第25回参議院議員通常選挙 | 2019年07月21日 | 71   | 参議院比例区 | 自由民主党 | 23万2548票 | 1.31%  | 50   | 7/33               | 7/19                         |

### インタビュー関連
- 建設グラフ2002年11･12月号(国土交通省道路局長在任時)
- 建設グラフ2007年1月号(国土交通省退官後)
- CE建設業界 2005年12月号